# Лара, Сесар Иван
Сесар Иван Лара Пинто (исп. César Iván Lara Pinto; род. 1968) — венесуэльский дирижёр и композитор.
Воспитанник венесуэльской системы народного музыкального образования (El Sistema). Начал музыкальную карьеру как ударник молодёжного Симфонического оркестра имени Симона Боливара. С 1993 года дирижировал оркестром штата Тачира, в 1995—2004 гг. — штата Фалькон, где его активность способствовала строительству первого в штате театра. В 2004—2016 гг. возглавлял Симфонический оркестр штата Мерида. Затем вернулся в Симфонический оркестр имени Симона Боливара как второй дирижёр. В 2018 году стал главным дирижёром Филармонического оркестра Мендосы. В том же году дебютировал на сцене Театра «Колон», исполнив, в частности, мировую премьеру сочинения аргентинского композитора Хорхе Хорста «Тухун».
Среди произведений Лары выделяется скрипичный концерт, посвящённый Морису Ассону и впервые исполненный им. Написал также музыку к нескольким документальным фильмам режиссёра Андреса Агусти.